# Danh sách tập của Running Man (2010)
Dưới đây là danh sách các tập của chương trình truyền hình thực tế Running Man được phát sóng vào năm 2010.

## Danh sách tập
| Tập # | Ngày phát sóng (Ngày ghi hình) | Khách mời                                             | Landmark                                                                   | Đội | Đội | Nhiệm vụ                                                          | Kết quả |
| ----- | ------------------------------ | ----------------------------------------------------- | -------------------------------------------------------------------------- | --- | --- | ----------------------------------------------------------------- | --- |
| 1     | 11/07/2010 (21/6/2010)         | Hwang Jung Eum, Lee Hyo-ri                            | Trung tâm thương mại Time (Yeongdeungpo-gu, Seoul)                         | Đội Đắt tiền (Yoo Jae-suk, Kim Jong-kook, Lee Kwang-soo, Song Joong-ki, Hwang Jung-eum) | Đội Rẻ tiền (Ji Suk-jin, Gary, Ha-ha, Lee Hyo-ri) | Tìm mật mã và thoát ra khi TTTM mở cửa                            | Đội Đắt tiền Thắng Ji Suk Jin và HaHa nhận hình phạt trở thành lễ tân và nhân viên trực thang máy trong 1 ngày |
| 2     | 18/07/2010 (5/7/2010)          | Goo Hara (KARA), Lee Chun-hee, Song Ji-hyo            | Sân vận động World Cup Suwon (Paldal-gu, Suwon, Gyeonggi-do)               | Đội khách (Yoo Jae-suk, Gary, Ha-ha, Lee Kwang-soo, Song Ji-hyo) | Đội nhà (Ji Suk-jin, Kim Jong-kook, Song Joong-ki, Lee Chun-hee, Goo Ha-ra) | Thu thập các Con lợn vàng và giữ nhiều tiền hơn để thoát ra ngoài | Đội nhà Thắng Đội khách nhận hình phạt đưa cà phê cho các nhân viên công sở |
| 3     | 25/07/2010 (5/7/2010)          | Goo Hara (KARA), Lee Chun-hee, Song Ji-hyo            | Sân vận động World Cup Suwon (Paldal-gu, Suwon, Gyeonggi-do)               | Đội khách (Yoo Jae-suk, Gary, Ha-ha, Lee Kwang-soo, Song Ji-hyo) | Đội nhà (Ji Suk-jin, Kim Jong-kook, Song Joong-ki, Lee Chun-hee, Goo Ha-ra) | Thu thập các Con lợn vàng và giữ nhiều tiền hơn để thoát ra ngoài | Đội nhà Thắng Đội khách nhận hình phạt đưa cà phê cho các nhân viên công sở |
| 4     | 01/08/2010 (18/7/2010)         | Jessica Jung Nichkhun                                 | Bảo tàng Khoa học quốc gia Gwacheon (Gwacheon, Gyeonggi-do)                | Đội người lớn (Yoo Jae-suk, Ji Suk-jin, Lee Kwang-soo, Song Ji-hyo, Nichkhun) | Đội trẻ em (Kim Jong-kook, Gary, Ha-ha, Song Joong-ki, Jessica) | Thu thập các Con lợn vàng và giữ nhiều tiền hơn để thoát ra ngoài | Đội trẻ em Thắng Đội Người lớn nhận hình phạt dọn dẹp bảo tàng |
| 5     | 08/08/2010 (18/7/2010)         | Jessica Jung Nichkhun                                 | Bảo tàng Khoa học quốc gia Gwacheon (Gwacheon, Gyeonggi-do)                | Đội người lớn (Yoo Jae-suk, Ji Suk-jin, Lee Kwang-soo, Song Ji-hyo, Nichkhun) | Đội trẻ em (Kim Jong-kook, Gary, Ha-ha, Song Joong-ki, Jessica) | Thu thập các Con lợn vàng và giữ nhiều tiền hơn để thoát ra ngoài | Đội trẻ em Thắng Đội Người lớn nhận hình phạt dọn dẹp bảo tàng |
| 6     | 15/08/2010 (2/8/2010)          | Kim Shin-young, Se7en, Son Dam-bi                     | Tháp Seoul ở Namsan (Jung-gu, Seoul)                                       | Đội người lớn (Yoo Jae-suk, Ji Suk-jin, Lee Kwang-soo, Se7en, Son Dam-bi) | Đội trẻ em (Kim Jong-kook, Gary, Ha-ha, Song Joong-ki, Kim Shin-young) | Kiếm Running Balls cho toàn đội                                   | Đội trẻ em Thắng Đội Người lớn nhận hình phạt không được đánh răng, bị vẽ lên mặt và phải bắt xe bus về nhà |
| 7     | 22/08/2010 (9/8/2010)          | Eun-jung (T-ara) Jo Kwon (2AM) Jung Yong-hwa (CNBLUE) | Trung tâm Văn hoá Sejong (Jongno-gu, Seoul)                                | Đội xanh (Yoo Jae-suk, Ji Suk-jin, Lee Kwang-soo, Song Ji-hyo, Jo Kwon, Jung Yong-hwa) | Đội đỏ (Kim Jong-kook, Gary, Ha-ha, Song Joong-ki, Eun-jung) | Kiếm Running Balls cho toàn đội                                   | Đội xanh Thắng Đội Đỏ nhận hình phạt không được đánh răng, bị vẽ lên mặt và phải đi tàu điện về nhà |
| 8     | 29/08/2010 (16/8/2010)         | Lee Joon (MBLAQ) Park Jun-gyu, Victoria Song          | Bảo tàng Lịch sử Seoul, Cung điện Gyeonghui (Jongno-gu, Seoul)             | Đội xanh (Yoo Jae-suk, Ji Suk-jin, Lee Kwang-soo, Song Ji-hyo, Lee Joon) | Đội đỏ (Kim Jong-kook, Gary, Ha-ha, Park Jun-gyu, Victoria) | Kiếm Running Balls cho toàn đội                                   | Đội đỏ Thắng Đội Xanh nhận hình phạt mặc quần đùi, bị vẽ lên mặt và phải đi xe bus về nhà |
| 9     | 05/09/2010 (22/8/2010)         | Lee Hong-ki (FT Island) Kim Soo-ro, Shin Bong-sun     | Lotte World (Sincheon-dong, Songpa-gu, Seoul)                              | Đội xanh (Yoo Jae-suk, Ji Suk-jin, Lee Kwang-soo, Song Ji-hyo, Kim Soo-ro) | Đội đỏ (Kim Jong-kook, Gary, Ha-ha, Lee Hong-ki, Shin Bong-sun) | Kiếm Running Balls cho toàn đội                                   | Đội xanh Thắng Đội Đỏ nhận hình phạt mặc quần đùi cùng đồ của công viên, bị vẽ lên mặt và phải đi xe bus về nhà |
| 10    | 12/09/2010 (30/8/2010)         | Cha Tae-hyun Yoon Se-ah                               | Bảo tàng Mĩ thuật Hiện đại Quốc gia (Gwacheon, Gyeonggi-do)                | Đội xanh (Yoo Jae-suk, Ji Suk-jin, Lee Kwang-soo, Song Ji-hyo, Cha Tae-hyun) | Đội đỏ (Kim Jong-kook, Gary, Ha-ha, Song Joong-ki, Yoon Se-ah) | Kiếm Running Balls cho toàn đội                                   | Đội đỏ Thắng Đội xanh nhận hình phạt trang điểm và đến một cửa hàng tạp hóa tại Hongdae để ăn mì ăn liền. |
| 11    | 19/09/2010 (6/9/2010)          | Jung Yong-hwa (CNBLUE) Kim Je-dong                    | Bưu điện Trung tâm Seoul (Jung-gu, Seoul)                                  | Nhiệm vụ 1 vs 8 Đội nhiệm vụ (Yoo Jae Suk, Kim Jong Kook, HaHa, Ji Suk Jin, Lee Kwang Soo, Song Ji Hyo, Jung Yong Hwa, Kim Je Dong) Người bị lừa (Gary) Bắt kẻ cắp Đấu cá nhân | Trốn tìm chuông Đội nhiệm vụ (Yoo Jae Suk, Ji Suk Jin, Lee Kwang Soo, Song Ji Hyo, Jung Yong Hwa) Đội truy đuổi (Kim Jong Kook, Gary, HaHa, Kim Je Dong)                                 | Kiếm Running Balls cho bản thân                                   | Ha-ha, Ji Suk-jin, Song Ji-hyo, Jung Yong-hwa, Kim Je-dong Thắng Yoo Jae-suk, Gary, Lee Kwang-soo nhận hình phạt mặc quần short và đi xe buýt về nhà.                                                                             |
| 12    | 26/09/2010 (19/9/2010)         | (Không có khách mời)                                  | Hội chợ thiết kế Seoul tại Sân vận động Olympic Seoul (Songpa-gu, Seoul)   | Nhiệm vụ 1 vs 8 Đội nhiệm vụ (Yoo Jae Suk, Kim Jong Kook, Gary, HaHa, Ji Suk Jin, Lee Kwang Soo, Song Ji Hyo) Người bị lừa (Song Joong Ki) Bắt kẻ cắp Đấu cá nhân | Trốn tìm chuông Đội nhiệm vụ (Yoo Jae Suk, Ji Suk Jin, Song Joong Ki, Lee Kwang Soo, Song Ji Hyo) Đội truy đuổi (Kim Jong Kook, Gary, HaHa)                                              | Kiếm Running Balls cho bản thân                                   | Gary, Ha-ha, Kim Jong-kook, Song Ji-hyo Thắng Yoo Jae-suk, Ji Suk-jin, Lee Kwang-soo, Song Joong-ki nhận hình phạt mặc quần short cho lần quay tiếp theo tại Trung tâm Phát sóng SBS.                                             |
| 13    | 03/10/2010 (20/9/2010)         | Jang Dong-min, Lizzy (After School)                   | Trung tâm Phát sóng SBS (Mok-dong, Seoul)                                  | Bắt kẻ cắp Đấu cá nhân | Trốn tìm chuông Đội nhiệm vụ (Yoo Jae Suk, Ji Suk Jin, Lee Kwang Soo, Song Ji Hyo, Lizzy) Đội truy đuổi (Kim Jong Kook, Gary, HaHa, Jang Dong Min)                                       | Kiếm Running Balls cho bản thân                                   | Gary, Ji Suk-jin, Lee Kwang-soo, Song Ji-hyo, Yoo Jae-suk Thắng Ha-ha, Kim Jong-kook, Jang Dong-min, Lizzy nhận hình phạt mặc hanbok và tham gia một buổi phát sóng trực tiếp của chương trình Morning Wide.                      |
| 14    | 17/10/2010 (27/9/2010)         | Lizzy (After School)                                  | Trung tâm Huần luyện Kĩ năng An toàn Boramae (Dongjak-gu, Seoul)           | Nhiệm vụ 1 vs 8 Đội bị lừa (Yoo Jae Suk, Gary, HaHa, Ji Suk Jin, Song Joong Ki, Lee Kwang Soo, Song Ji Hyo, Lizzy) Người đánh bị lừa (Kim Jong Kook) Bắt kẻ cắp Đấu cá nhân | Trốn tìm chuông: Đội nhiệm vụ (Kim Jong Kook, HaHa, Song Joong Ki, Lee Kwang Soo, Lizzy) Đội truy đuổi (Yoo Jae Suk, Gary, Ji Suk Jin, Song Ji Hyo)                                      | Kiếm Running Balls cho bản thân                                   | Ha-ha, Ji Suk-jin, Lee Kwang-soo, Lizzy, Song Ji-hyo Thắng Yoo Jae-suk, Gary, Kim Jong-kook, Song Joong-ki nhận hình phạt mặc quần short và ăn Sundae.                                                                            |
| 15    | 24/10/2010 (4/10/2010)         | Kim Kwang-kyu, Tony Ahn (H.O.T)                       | Trung tâm Bảo dưỡng Tàu điện ngầm Seoul (Deogyang-gu, Goyang, Gyeonggi-do) | Nhiệm vụ 1 vs 8 Đội nhiệm vụ (Yoo Jae Suk, Kim Jong Kook, Gary, HaHa, Ji Suk Jin, Song Joong Ki, Lee Kwang Soo, Tony, Kim Kwang Kyu) Công chúa (Song Ji Hyo) | Trốn tìm chuông: Đội nhiệm vụ (Yoo Jae Suk, Ji Suk Jin, Song Ji Hyo, Tony, Kim Kwang Kyu) Đội truy đuổi (Kim Jong Kook, Gary, HaHa, Song Joong Ki, Lee Kwang Soo) Bắt kẻ cắp Đấu cá nhân | Kiếm Running Balls cho bản thân                                   | Ji Suk-jin, Ha-ha, Kim Jong-kook, Lee Kwang-soo, Song Joong-ki Thắng Yoo Jae-suk, Gary, Tony An nhận hình phạt mặc quần short, Kim Kwang-gyu mặc quần dài, Song Ji-hyo đeo ria mép và đi tàu điện ngầm về nhà.                    |
| 16    | 31/10/2010 (11/10/2010)        | Yuri (SNSD)                                           | Trung tâm Thương mại I'Park (Yongsan-gu, Seoul)                            | Nhiệm vụ 1 vs 8 Đội nhiệm vụ (Yoo Jae Suk, Kim Jong Kook, Gary, HaHa, Ji Suk Jin, Song Joong Ki, Lee Kwang Soo, Song Ji Hyo) Người bị lừa (Yuri) Ăn vặt và tăng 1 kg!: Đội Kim Jong-kook và 2 đứa em (Kim Jong-kook, Gary, Ha-ha) Đội Mong Ji-hyo và 2 ông chú (Yoo Jae-suk, Ji Suk-jin, Song Ji-hyo) Đội Những người trẻ tuổi (Lee Kwang-soo, Song Joong-ki, Yuri)     | Trốn tìm chuông: Đội nhiệm vụ (Yoo Jae Suk, Gary, HaHa, Song Joong Ki, Song Ji Hyo) Đội truy đuổi (Kim Jong Kook, Ji Suk Jin, Lee Kwang Soo, Yuri)                                       | Kiếm Running Balls cho bản thân                                   | Ha-ha, Ji Suk-jin, Song Ji-hyo, Song Joong-ki, Yoo Jae-suk Thắng Gary, Kim Jong-kook, Lee Kwang-soo nhận hình phạt mặc quần short, Yuri đeo ria mép và ghé thăm 1 khu chợ cá ở Noryangjin.                                        |
| 17    | 07/11/2010 (25/10/2010)        | Jung Yong-hwa (CNBLUE) Ko Joo-won                     | Đại học Nữ Hanyang (Seongdong-gu, Seoul)                                   | Nhiệm vụ 1 vs 8 Đội bị lừa (Yoo Jae Suk, Kim Jong Kook, Gary, HaHa, Ji Suk Jin, Song Joong Ki, Lee Kwang Soo, Song Ji Hyo, Go Joo Won) Người đánh lừa (Jung Yong Hwa) Trình diễn theo ban nhạc!: Jong-kook Team (Kim Jong-kook, Gary, Ha-ha, Song Ji-hyo) Suk-jin Team (Ji Suk-jin, Lee Kwang-soo, Song Joong-ki) Jae-suk Team (Yoo Jae-suk, Jung Yong-hwa, Ko Joo-won) | Trốn tìm chuông: Đội nhiệm vụ (Yoo Jae Suk, Ji Suk Jin, Song Joong Ki, Lee Kwang Soo, Jung Yong Hwa) Đội truy đuổi (Kim Jong Kook, Gary, HaHa, Song Ji Hyo, Go Joo Won)                  | Kiếm Running Balls cho bản thân                                   | Ha-ha, Kim Jong-kook, Lee Kwang-soo, Song Ji-hyo, Jung Yong-hwa Thắng Yoo Jae-suk, Gary, Ji Suk-jin, Song Joong-ki, Ko Joo-won nhận hình phạt mặc quần short thiết kế bởi sinh viên của trường và ăn bánh gạo cay ở Sindang-dong. |
| 18    | 21/11/2010 (13/11/2010)        | (Không có khách mời)                                  | Du thuyền Quốc tế Busan tại cầu Gwangan (Haeundae-gu, Busan)               | Nhiệm vụ 1 vs 8 Đội truy tìm (Yoo Jae Suk, Kim Jong Kook, Gary, HaHa, Ji Suk Jin, Song Joong Ki, Lee Kwang Soo, Lizzy) Tội phạm (Song Ji Hyo) Tìm bạn đôi Đấu cá nhân | Trốn tìm chuông: Đội nhiệm vụ (Yoo Jae Suk, Ji Suk Jin, Song Joong Ki, Lee Kwang Soo, Song Ji Hyo, Lizzy) Đội truy đuổi (Kim Jong Kook, Gary, HaHa)                                      | Kiếm Running Balls cho bản thân                                   | Gary, Ha-ha, Kim Jong-kook, Lizzy, Song Ji-hyo Thắng Yoo Jae-suk, Ji Suk-jin, Lee Kwang-soo, Song Joong-ki mặt quần short và đón du khách tại bến cảng.                                                                           |
| 19    | 28/11/2010 (8/11/2010)         | Nichkhun (2PM)                                        | Ngôi nhà Hàn Quốc (Jung-gu, Seoul)                                         | Nhiệm vụ 1 vs 8 Đội nhiệm vụ (Yoo Jae Suk, Kim Jong Kook, Kang Gary, Ji Suk Jin, Song Joong Ki, Lee Kwang Soo, Lizzy, Nichkhun) Người đặt câu hỏi (HaHa) Cuộc thi Ẩm thực Hàn Quốc: Đội xanh (Kim Jong-kook, Gary, Ha-ha, Nichkhun) Đội vàng (Song Ji-hyo, Lee Kwang-soo, Song Joong-ki) Đội đỏ (Yoo Jae-suk, Ji Suk-jin, Lizzy)                                        | Trốn tìm chuông: Đội nhiệm vụ (Yoo Jae Suk, Ji Suk Jin, Gary, HaHa, Song Joong Ki, Lee Kwang Soo, Song Ji Hyo, Lizzy, Nichkhun) Đội truy đuổi (Kim Jong Kook)                            | Kiếm Running Balls cho bản thân                                   | Đội xanh Thắng Yoo Jae-suk, Ji Suk-jin, Lee Kwang-soo, Song Joong-ki nhận hình phạt mặc quần short, Lizzy, Song Ji-hyo đeo ria mép và free hug với người dân.                                                                     |
| 20    | 05/12/2010 (22/11/2010)        | Heechul (Super Junior)                                | Đài Khí tượng Thủy văn Hàn Quốc (Dongjak-gu, Seoul)                        | Dự báo thời tiết Đấu cá nhân Nhiệm vụ 1 vs 8 Đội nhiệm vụ (Kim Jong Kook, Gary, HaHa, Ji Suk Jin, Lee Kwang Soo, Song Ji Hyo, Lizzy, Kim Hee Chul) True Man (SYoo Jae Suk) | Trốn tìm chuông: Đội nhiệm vụ (Yoo Jae Suk, Ji Suk Jin, Lee Kwang Soo, Song Ji Hyo, Kim Hee Chul) Đội truy đuổi (Kim Jong Kook, Gary, HaHa, Lizzy)                                       | Kiếm Running Balls cho bản thân                                   | Gary, Ha-ha, Kim Jong-kook, Lizzy, Yoo Jae-suk, Kim Hee-chul Thắng Ji Suk-jin, Lee Kwang-soo nhận hình phạt mặc quần short, Song Ji-hyo đeo ria mép và dạo chơi ở công viên.                                                      |
| 21    | 12/12/2010 (29/11/2010)        | Kim Je-dong                                           | Ga KTX Gwangmyeong (Gyeonggi-do, Gwangmyeong)                              | Cuộc đua Running Man!: Đội xanh (Kim Jong-kook, Gary, Ha-ha, Lizzy) Đội đỏ (Song Ji-hyo, Lee Kwang-soo, Song Joong-ki) Đội vàng (Yoo Jae-suk, Ji Suk-jin, Kim Je-dong) | Trốn tìm: Đội nhiệm vụ (Yoo Jae-suk, Gary, Ha-ha, Ji Suk-jin, Lee Kwang-soo, Lizzy, Song Joong-ki, Kim Je-dong) Đội đuổi bắt (Kim Jong-kook, Song Ji-hyo)                                | Kiếm Running Balls cho bản thân                                   | Gary, Ha-ha, Kim Jong-kook, Lizzy, Song Ji-hyo, Kim Je-dong Thắng Yoo Jae-suk, Ji Suk-jin, Lee Kwang-soo, Song Joong-ki mặc quần short đến nơi thu hình cho tập đặc biệt Giáng sinh.                                              |
| 22    | 19/12/2010 (6/12/2010)         | Siwon (Super Junior) Kim Min-jong                     | Lotte Mart (Gwangjin-g), Seoul)                                            | Quà tặng Giáng sinh: Đội trắng (Yoo Jae-suk, Ji Suk-jin, Choi Si-won, Kim Min-jong) Đội xanh (Kim Jong-kook, Lee Kwang-soo, Lizzy, Song Joong-ki) Đội đỏ (Gary, Ha-ha, Song Ji-hyo) | Trốn tìm: Đội nhiệm vụ (Ji Suk-jin, Kim Jong-kook, Lee Kwang-soo, Lizzy, Song Ji-hyo, Song Joong-ki) Đội đuổi bắt (Yoo Jae-suk, Gary, Ha-ha, Choi Si-won, Kim Min-jong)                  | Kiếm Running Balls cho bản thân                                   | Gary, Ha-ha, Kim Jong-kook, Song Joong-ki, Yoo Jae-suk, Choi Si-won, Kim Min-jong Thắng Ji Suk-jin, Lee Kwang-so mặc quần short, còn Lizzy, Song Ji-hyo đeo ria mép và tặng quà cho người dân tại ga điện ngầm.                   |
| 23    | 26/12/2010 (13/12/2010)        | Shim Hyung-rae                                        | Resort Alpensia (Pyeongchang-gun, Gangwon)                                 | Hỏi đáp: Đội xanh (Kim Jong-kook, Gary, Ha-ha, Lizzy) Đội vàng (Song Ji-hyo, Ji Suk-jin, Song Joong-ki) Đội đỏ (Yoo Jae-suk, Lee Kwang-soo, Shim Hyung-rae) | Trốn tìm: Đội nhiệm vụ (Yoo Jae-suk, Gary, Ji Suk-jin, Lizzy, Song Ji-hyo, Song Joong-ki, Shim Hyung-rae) Đội đuổi bắt (Kim Jong-kook, Ha-ha, Lee Kwang-soo)                             | Kiếm Running Balls cho bản thân                                   | Ha-ha, Ji Suk-jin, Kim Jong-kook, Lee Kwang-soo, Song Ji-hyo, Song Joong-ki, Shim Hyung-rae Thắng Yoo Jae-suk, Gary mặc quần short cùng Lizzy trượt tuyết và cổ vũ cho Olympic Mùa đông Pyeongchang 2018.                         |